# Standing in the Spotlight
Standing in the Spotlight è stato l'unico album da solista rap di Dee Dee Ramone, uscito sotto lo pseudonimo Dee Dee King.
È stato pubblicato alcuni mesi prima dell'uscita di Brain Drain.
Segna un radicale cambiamento dallo stile di bassista punk dei Ramones che l'ha sempre contraddistinto verso uno stile rap.
L'album ha permesso a Dee Dee di diventare uno dei primi rapper bianchi nella storia ed è considerato uno dei più grandi fallimenti della storia nella vendita di dischi perché vendette pochissimo.
Questo fatto lo porterà durante il 1990 ad abbandonare la carriera rap.
Debbie Harry è presente come seconda voce in Mashed Potato Time ed in German Kid.
German Kid è rappata sia in inglese sia in tedesco da Dee Dee.
The Crusher è presente anche nell'ultimo album dei Ramones, ¡Adios Amigos!.

## Tracce
1. Mashed Potato Time – 3:15
2. 2 Much 2 Drink – 3:32
3. Baby Doll – 4:41
4. Poor Little Rich Girl – 2:31
5. Commotion In The Ocean – 3:23
6. German Kid – 4:05
7. Brooklyn Babe – 3:27
8. Emergency – 3:23
9. The Crusher – 3:29
10. I Want What I Want When I Want It – 4:31

## Formazione
- Dee Dee King
- Daniel Rey[1]
- Debbie Harry - seconda voce in Mashed Potato Time ed in German Kid.